# 内厝镇
内厝镇是中国福建省厦门市翔安区下辖的一个街道。

## 行政区划
内厝镇共辖16个行政村，分别是：
上塘社区、前垵村、后垵村、黄厝村、许厝村、莲塘村、莲前村、霞美村、赵岗村、曾厝村、官路村、美山村、新垵村、锄山村、琼坑村、鸿山村、后田村。